# Poulshot
Poulshot è un piccolo villaggio e una parrocchia civile della contea del Wiltshire che si trova a circa 2,5 miglia a sud ovest dal centro della città Devizes, nel Sud Ovest dell'Inghilterra, Regno Unito.

## Geografia

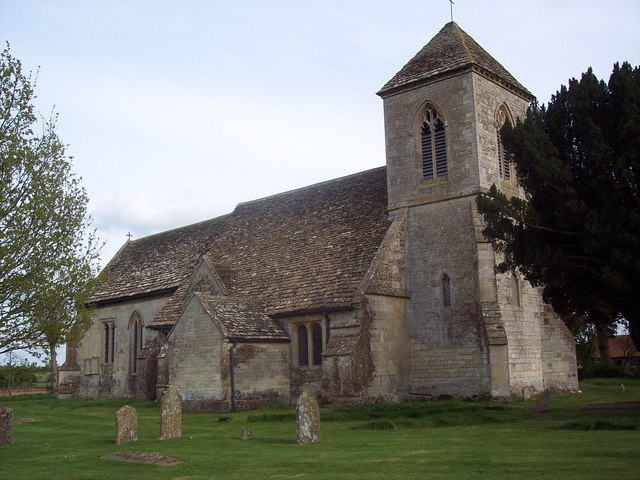
Chiesa di San Pietro a Townsend, nella parrocchia civile di Poulshot

Il territorio della parrocchia civile di Poulshot si trova nel Sud Ovest dell'Inghilterra e comprende anche l'abitato di Townsend. La strada A361 che unisce Trowbridge a Devizes costituisce parte del suo confine settentrionale, mentre la maggior parte del confine occidentale è il Summerham Brook, un affluente del Semington Brook. A nord è delimitata anche da un breve tratto dal canale Kennet e Avon e dalla linea ferroviaria che va da Patney a Holt Junction. I due corsi d'acqua del Summerham Brook e del Semington Brook si incontrano all'estremo angolo sud-occidentale. Il territorio è basso e non raggiunge mai un'altezza superiore a 200 piedi sopra il livello del mare. Si trova principalmente nella regione argillosa del Wiltshire settentrionale e centro-occidentale. La sua conformazione geografica è approssimativamente rettangolare e copre 1.531 acri. Il villaggio di Poulshot è lungo e sparso e si trova approssimativamente al centro della parrocchia. Ci sono tracce di una strada rialzata che corre dalla chiesa alla strada principale Devizes-Trowbridge.

## Storia
L'insediamento di Poulshot viene citato nel Domesday Book nel 1086 come appartenente alla centuria di Melksham nella contea del Wiltshire. Nel 1273 il feudo di Burdon a Poulshot comprendeva 240 acri di terra arabile e 33 acri di prato. C'era pascolo, anche se povero e malsano, per 40 buoi e altri animali di allevamento. Nella foresta a non troppa distanza c'era un appezzamento di terreno boschivo staccato di 14 acri. Nel 1334 Nicholas Burdon concesse al re il suo bosco di Raderigge che giaceva vicino alla foresta di Melksham. Il feudo appartenente ai Paulesholtes aveva anche una proprietà boschiva esterna che nel 1330 ammontava a 32 acri nella foresta di Melksham. Entrambi i manieri dei due feudi avevano dei mulini. Un mulino è menzionato come appartenente al maniero di Paulesholtes nel 1322. Questo è probabilmente il mulino di "Hurst" che faceva parte dello stesso maniero nel 1463. Il mulino Poulshot su Semington Brook è rimasto l'unico mulino all'interno della parrocchia e non è più in funzione. Secondo la tradizione un tempo era utilizzato per macinare il tabacco da fiuto. John Aubrey descrisse Poulshot come un "luogo umido e sporco" con gli abitanti "che in primavera apparivano di un colorito di primula". L'autore attribuì questa particolarità alle varie sorgenti che avevano un sapore salmastro. Queste sorgenti, secondo Aubrey, erano rinomate per il loro valore medicinale e per questo motivo erano spesso visitate dagli abitanti di Devizes.

## Monumenti e luoghi d'interesse
Nel territorio di Poulshot sono presenti alcuni luoghi di un certo interesse, tra questi:
- Chiesa di San Pietro. Si tratta di una chiesa parrocchiale anglicana risalente al XIII secolo. Tra le parti più antiche della chiesa c'è la navata. L'edificio ha subito notevoli modifiche nel XV secolo. Un incendio nel 1916 ha distrutto la parte principale del tetto che è stato successivamente oggetto di ricostruzione. La chiesa rimane separata dal centro del villaggio e si pensava che questa scelta fosse dovuta alla paura della peste per la presenza di fosse del periodo della peste nel cimitero, indicate dalla posizione di un teschio con ossa incrociate incastonate nella pietra su un lato della chiesa. Il cimitero accanto alla chiesa viene frequentato da animali selvatici durante tutto l'anno. La chiesa appartiene alla diocesi di Salisbury e dal 19 marzo 1962 è considerata un monumento classificato di seconda categoria.[5][6][7]